# Nastri d'argento 1981
La 36ª edizione dei Nastri d'argento si è tenuta nel 1981.

## Vincitori e candidati
I vincitori sono indicati in grassetto, a seguire gli altri candidati.

### Regista del miglior film
- Francesco Rosi - Tre fratelli
- Ettore Scola - Passione d'amore
- Pupi Avati - Aiutami a sognare
- Carlo Lizzani - Fontamara

### Migliore regista esordiente
- Massimo Troisi - Ricomincio da tre

### Miglior produttore
- Fulvio Lucisano e Mauro Berardi - Ricomincio da tre

### Miglior soggetto
- Massimo Troisi - Ricomincio da tre

### Migliore sceneggiatura
- Ettore Scola e Ruggero Maccari - Passione d'amore

### Migliore attrice protagonista
- Mariangela Melato - Aiutami a sognare

### Migliore attore protagonista
- Vittorio Mezzogiorno - Tre fratelli
- Massimo Troisi - Ricomincio da tre
- Alberto Sordi - Io e Caterina
- Michele Placido - Fontamara

### Migliore attrice non protagonista
- Ida Di Benedetto - Fontamara
- Elena Fabrizi - Bianco, rosso e Verdone
- Maddalena Crippa - Tre fratelli

### Migliore attore non protagonista
- Massimo Girotti - Passione d'amore
- Orazio Orlando - Aiutami a sognare
- Rossano Brazzi - Io e Caterina
- Lello Arena - Ricomincio da tre

### Migliore attore esordiente
- Massimo Troisi - Ricomincio da tre

### Migliore attrice esordiente
- Elena Fabrizi - Bianco, rosso e Verdone ex aequo Carla Fracci - La storia vera della signora delle camelie
- Cristina Donadio - Razza selvaggia

### Migliore musica
- Riz Ortolani - Aiutami a sognare

### Migliore fotografia
- Pasqualino De Santis - Tre fratelli

### Migliore scenografia
- Mario Garbuglia - La storia vera della signora delle camelie
- Fiorenzo Senese - Passione d'amore

### Regista del miglior film straniero
- Akira Kurosawa - Kagemusha - L'ombra del guerriero (Kagemusha)
- Robert Redford - Gente comune (Ordinary People)
- Martin Scorsese - Toro scatenato (Raging Bull)
- François Truffaut - L'ultimo metrò (Le Dernier Métro)